# Haplocladium incurvum
Haplocladium incurvum är en bladmossart som beskrevs av Brotherus 1929. Haplocladium incurvum ingår i släktet Haplocladium och familjen Thuidiaceae. Inga underarter finns listade i Catalogue of Life.